# 纳德维尔纳
纳德维尔纳（羅馬化：Nadvirna），或按俄语译为纳德沃尔纳亚，是乌克兰西部伊万诺-弗兰科夫斯克州纳德维尔纳区纳德维尔纳市镇内的城市，为该区及该市镇的行政中心。該市始建於1589年，面積25.53平方公里，海拔高度427米，2022年人口数量为22,504人。第二次世界大戰期間，納粹德國在1941年7月至1944年7月26日佔領該市。

## 图集

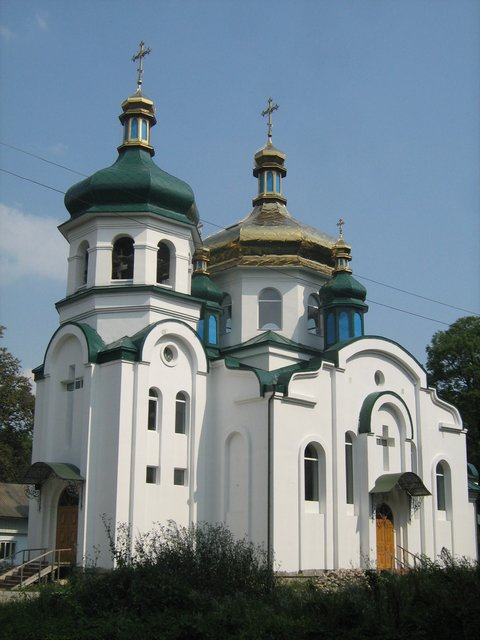
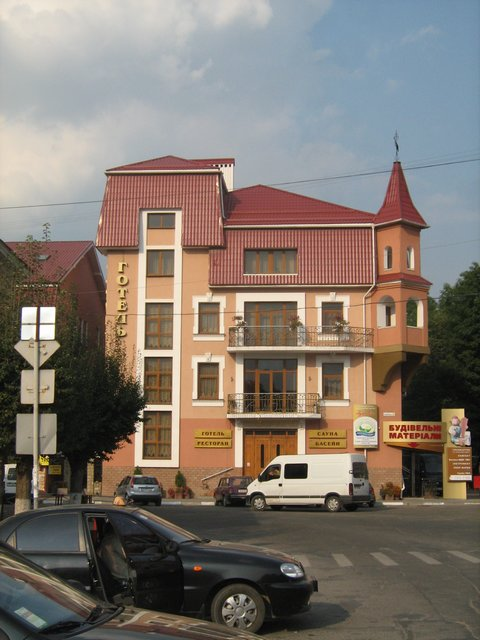

## 友好城市
- 波蘭 普魯德尼克（2000年）
- 捷克 克爾諾夫（2011年）
- 羅馬尼亞 大紹姆庫塔（2019年）